# Stenoptilodes thrasydoxa
Stenoptilodes thrasydoxa là một loài bướm đêm thuộc họ Pterophoridae. Nó được tìm thấy ở Colombia.
Sải cánh dài 27–29 mm. Con trưởng thành bay vào tháng 5 và tháng 7.